# James Shelton Dickinson
James Shelton Dickinson (* 18. Januar 1818 im Spotsylvania County, Virginia; † 23. Juli 1882 in Grove Hill, Alabama) war ein US-amerikanischer Jurist und Politiker. Er gehörte der Demokratischen Partei an. Ferner diente er als Offizier in der Konföderiertenarmee.

## Werdegang
James Shelton Dickinson, Sohn von Martha Crawford und Richard Dickinson, wurde ungefähr drei Jahre nach dem Ende des Britisch-Amerikanischen Krieges im Spotsylvania County geboren. Die Familie zog dann 1821 nach Alabama und ließ sich im Clarke County nieder. Dort besuchte er die Schule in Grove Hill, bevor er nach Virginia zurückkehrte. In der Folgezeit ging er auf die juristische Fakultät der University of Virginia, wo er Jura studierte. Nach seinem Abschluss 1844 kehrte er nach Grove Hill zurück. Er eröffnete dort seine eigene Anwaltspraxis. Seine Studienzeit war von der Wirtschaftskrise von 1837 überschattet und die Folgejahre vom Mexikanisch-Amerikanischen Krieg. 1853 wurde er in den Senat von Alabama gewählt, wo er eine Amtszeit tätig war. Nach dem Ausbruch des Bürgerkrieges hob er auf seine eigenen Kosten eine Infanteriekompanie aus und stattete sie aus. Er bekleidete irgendwann in dieser den Dienstgrad eines Colonels. 1863 wurde er für den neunten Wahlbezirk von Alabama in den zweiten Konföderiertenkongress gewählt, wo er am 18. Februar 1864 seinen Posten antrat und diesen bis zum Ende der Konföderation 1865 innehatte. Nach dem Ende des Krieges kehrte er nach Grove Hill zurück, wo er seine Tätigkeit als Jurist wieder aufnahm. Er verstarb dort 1882.